# 大友親秀
大友 親秀（おおとも ちかひで）は、鎌倉時代前期の武士・御家人。大友氏の2代当主。
鎌倉幕府に御家人として仕え、源氏将軍が絶えた後は摂家将軍藤原頼経に仕える。嘉禎4年（1238年）には頼経の上洛に随行した。大友氏の基盤を固めるため、弟の詫摩能秀と共に協力して国政を行い、嘉禎2年（1236年）には家督を子の頼泰に譲って隠居し、次代を磐石にするなどして大友氏の基礎を固めた。宝治2年（1248年）10月24日、54歳で死去。